# Merino II
David Merino Soto, más conocido como Merino II (Villar de Torre, La Rioja, España, 16 de abril de 1990) es un pelotari español.

## Biografía
En su etapa de aficionado, entre otros títulos, conquistó en 2008 el Campeonato del Mundo sub-22 en la modalidad de mano individual, tras vencer en la final del torneo disputado en Argentina al mexicano David Rivas en dos jokos, 10-2 y 10-1
Debutó como profesional el 4 de julio de 2010 en el frontón Adarraga de Logroño. Junto a Titín III vencieron a Aritz Lasa-Pascual 22-5. Ese mismo año disputa su primera final oficial, la del 4 1/2 de Promoción, cayendo ante Idoate 22-7.
En 2011, debuta en el Campeonato de Mano Parejas junto a Martínez de Irujo. Completa un gran torneo, alcanzando la liguilla de semifinales. El 24 de abril debuta en el Campeonato Manomanista en el frontón de Ezcaray eliminando a Albisu 22-21. Una semana después cae eliminado ante Olaizola II 22-5. Empieza el verano imponiéndose en el Torneo de San Fermín junto a Martínez de Irujo tras ganar a Xala-Pascual 22-6. Pero a finales de agosto tiene que parar de jugar al detectársele una extraña enfermedad neurológica, el Síndrome de Guillain-Barré. La recuperación es más corta de lo temido en un primer momento y en noviembre vuelve a las canchas.
De cara al Campeonato de Mano Parejas 2012 se decide emparejarlo con su mentor Titín III. Nadie da un duro por ellos después de la enfermedad de David y teniendo en cuenta la edad de Titín III (43 años). Sin embargo, desde el primer momento demuestran una gran compenetración y consiguen acabar la liguilla de cuartos de final en segunda posición detrás de los invictos Olaizola II-Beroiz. En el primer partido de la liguilla de semifinales se imponen en el Adarraga de Logroño a Xala-Laskurain 22-16. En el segundo partido les toca enfrentarse a Olaizola II-Beroiz, pareja que llevaba 15 victorias seguidas. En un duelo épico en el Ogueta, en el que los dos zagueros llegan al límite de sus fuerzas, los riojanos doblegan a la pareja navarra 22-20 clasificándose para la final. El 30 de abril de 2012 con un Frontón Bizkaia repleto de banderas riojanas culminan la hazaña venciendo a Xala-Laskurain por un marcador de 22-15 haciendo historia al ser la primera pareja íntegramente riojana en conseguir el título. En el Campeonato Manomanista cae en primera ronda ante González 22-14. En la Feria de San Mateo,en septiembre, Titín III y Merino II volverían a hacer historia al ganar en la final a Berasaluze VIII-Albisu 22-19
En el Campeonato de Mano Parejas 2013, se le vuelve a emparejar con Titín III pero no logran repetir la gran actuación del año anterior, estando a punto de clasificarse para semifinales. No consigue entrar en el cuadro final del Manomanista tras eliminar a Zubieta pero perder con Ezkurdia. Repite título en la Feria de San Mateo, esta vez junto a Bengoetxea VI, batiendo en la final a Idoate-Barriola 22-17. Prolonga su buen estado de forma imponiéndose en el Torneo Bizkaia dentro del 5 1/2 junto a Olaizola II ganando a Martínez de Irujo-Beroiz 22-17.
De nuevo vuelve a formar junto a su paisano Titín III en el Campeonato de Mano Parejas 2014, en lo que fue el último torneo oficial para el caracolero. Mantienen opciones de clasificación para semifinales hasta la última jornada de la liguilla de cuartos pero en el duelo decisivo caen ante Urrutikoetxea-Beroiz y quedan eliminados. En el Manomanista cae en 1.ª Ronda ante Albisu 22-12
Es hermano del también profesional Miguel Merino, Merino I

## Palmarés
- Campeón del Campeonato de la LEP.M de Parejas 2012[5]

## Finales de Mano Parejas
| Año  | Campeones             | Subcampeones     | Tanteo | Frontón |
| ---- | --------------------- | ---------------- | ------ | ------- |
| 2012 | Titín III - Merino II | Xala - Laskurain | 22-15  | Bizkaia |

## Final del Campeonato del 4 1/2 Promoción
| Año  | Campeón | Subcampeón | Tanteo | Frontón |
| ---- | ------- | ---------- | ------ | ------- |
| 2010 | Idoate  | Merino II  | 22-7   | Labrit  |